# Décès en janvier 2025
Décès
- 2021
- 2022
- 2023
- 2024
- 2025
- 2026
- 2027
- 2028
- 2029

Pour une information complémentaire, voir la page d'aide.

| Date              | Nom                        | Activités | Âge   | Source |
| ----------------- | -------------------------- | --- | ----- | ------ |
| 31 janvier        | Susan Alcorn               | Musicienne et guitariste américaine. | 71    | (en)   |
| 31 janvier        | Carlos Ferrero             | Homme politique péruvien. | 83    | (es)   |
| 31 janvier        | Abdelhamid Slama           | Professeur d'université et haut fonctionnaire tunisien.                                                                                  | 83    |        |
| 30 janvier        | Dick Button                | Patineur artistique américain, double champion olympique (1948, 1952).                                                                   | 95    | (en)   |
| 30 janvier        | Julius Chan                | Homme politique papouasien. | 85    | (en)   |
| 30 janvier        | Andrée Dumon               | Résistante belge de la Seconde Guerre mondiale.                                                                                          | 102   |        |
| 30 janvier        | Marianne Faithfull         | Chanteuse, compositrice et actrice britannique.                                                                                          | 78    | (en)   |
| 30 janvier        | Serge Gangolf              | Sculpteur belge. | 81    |        |
| 30 janvier        | Dimítris Kollátos          | Réalisateur, scénariste de cinéma, dramaturge, metteur en scène de théâtre, écrivain et poète grec.                                      | 87    | (el)   |
| 30 janvier        | Galina Matvievskaïa        | Historienne des mathématiques soviétique puis russe.                                                                                     | 94    | (ru)   |
| 30 janvier        | Bethwell Allan Ogot        | Historien kényan. | 95    | (en)   |
| 30 janvier        | Tomás Oñaederra            | Coureur cycliste espagnol. | 97    | (eu)   |
| 30 janvier        | İlhan Usmanbaş             | Compositeur turc. | 103   | (en)   |
| 29 janvier        | Julian Bennett             | Archéologue britannique. | 75    | (en)   |
| 29 janvier        | Pierre Chesnot             | Écrivain et dramaturge français. | 89    |        |
| 29 janvier        | Denis Devaux               | Footballeur international français. | 86    |        |
| 29 janvier        | Gianpaolo Grisandi         | Coureur cycliste italien. | 60    | (it)   |
| 29 janvier        | Joe Hale                   | Artiste de layout et scénariste américain.                                                                                               | 99    | (en)   |
| 29 janvier        | Salwan Momika              | Militant irakien. | 38    |        |
| 29 janvier        | Ievguenia Chichkova        | Patineuse artistique russe. | 52    |        |
| 29 janvier        | Vadim Naumov               | Patineur artistique russe. | 55    |        |
| 29 janvier        | Paul Souffrin              | Homme politique français. | 92    |        |
| 29 janvier        | Richard Williamson         | Évêque catholique traditionaliste britannique.                                                                                           | 84    |        |
| 28 janvier        | Mohammed ben Fahd Al Saoud | Membre de la famille royale saoudienne, deuxième fils du roi Fahd ben Abdelaziz Al Saoud.                                                | 75    | (ar)   |
| 28 janvier        | Kenneth Cameron            | Juge et homme politique britannique. | 93    | (en)   |
| 28 janvier        | Allen Carlson              | Philosophe canadien. | 81    | (en)   |
| 28 janvier        | Miranda Cicognani          | Gymnaste artistique italienne. | 88    | (it)   |
| 28 janvier        | Marina Colasanti           | Linguiste, écrivaine et traductrice italo-brésilienne.                                                                                   | 87    | (pt)   |
| 28 janvier        | Joe Daniel                 | Homme politique canadien. | 70    | (en)   |
| 28 janvier        | Arnaldo Gruarin            | Joueur français de rugby à XV. | 86    |        |
| 28 janvier        | Joan Hanham                | Femme politique britannique. | 85    |        |
| 28 janvier        | Catherine Laborde          | Présentatrice de télévision en météorologie, journaliste et écrivaine française.                                                         | 73    |        |
| 28 janvier        | William Leuchtenburg       | Historien américain. | 102   | (en)   |
| 28 janvier        | Galina Minaicheva          | Gymnaste artistique soviétique puis géorgienne, championne olympique, médaillée d'argent et de bronze aux Jeux olympiques d'été de 1952. | 95    | (ka)   |
| 28 janvier        | Takuro Morinaga            | Économiste japonais. | 67    | (ja)   |
| 28 janvier        | Richard R. Nelson          | Économiste américain. | 94    | (en)   |
| 28 janvier        | Arto Salomaa               | Mathématicien, informaticien et théoricien finlandais.                                                                                   | 90    | (fi)   |
| 27 janvier        | Daniel Colling             | Réalisateur artistique français. | 78    |        |
| 27 janvier        | Emilia Contessa            | Actrice, chanteuse et femme politique indonésienne.                                                                                      | 67    | (id)   |
| 27 janvier        | Guy Delhasse               | Footballeur international belge. | 91    |        |
| 27 janvier        | Jean-Paul Dermont          | Acteur belge. | 81    |        |
| 27 janvier        | Houssine Dimassi           | Économiste et universitaire tunisien. | 76    |        |
| 27 janvier        | Roger Hesling              | Homme politique français. | 93    |        |
| 27 janvier        | Pierre Lucas               | Résistant et homme politique français.                                                                                                   | 97    |        |
| 27 janvier        | Armel Pécheul              | Homme politique et juriste français. | 73    |        |
| 27 janvier        | Baldur Preiml              | Sauteur à ski autrichien, médaillé de bronze aux Jeux olympiques d'hiver de 1968.                                                        | 85    | (de)   |
| 27 janvier        | Elisa Rae Shupe            | Militante, écrivaine et soldate américaine.                                                                                              | 61    | (en)   |
| 26 janvier        | Moses Effiong              | Footballeur nigérian. | 65    | (en)   |
| 26 janvier        | Kazuyoshi Akiyama          | Chef d'orchestre japonais. | 84    | (ja)   |
| 26 janvier        | Gaositwe K.T. Chiepe       | Femme politique botswanienne. | 102   | (en)   |
| 26 janvier        | Nicolas Florian            | Homme politique français. | 55    |        |
| 26 janvier        | Dulcinée Langfelder        | Artiste pluridisciplinaire américaine.                                                                                                   | 69    |        |
| 26 janvier        | Kazi Mohammed Shafiullah   | Militaire bengladais. | 90    | (en)   |
| 26 janvier        | Alicia M. Soderberg        | Astrophysicienne américaine. | 47    | (en)   |
| 25 janvier        | Marlène Canguio            | Athlète de haies française. | 82    |        |
| 25 janvier        | Ikujirō Nonaka             | Professeur émérite de Théorie des organisations japonais.                                                                                | 89    | (ja)   |
| 25 janvier        | Anastase de Tirana         | Professeur des universités, scientifique des religions et prêtre orthodoxe grec.                                                         | 95    |        |
| 25 janvier        | Greg Bell                  | Athlète américain spécialiste du saut en longueur, champion aux Jeux olympiques d'été de 1956.                                           | 94    | (en)   |
| 25 janvier        | Dražen Dalipagić           | Basketteur puis entraîneur yougoslave et ensuite serbe, triple médaillé olympique (1976, 1980, 1984).                                    | 73    |        |
| 25 janvier        | Fathi Derder               | Journaliste suisse. | 54    |        |
| 25 janvier        | Didier Goldschmidt         | Réalisateur français. | 65    |        |
| 25 janvier        | Henri Lalanne              | Homme politique français. | 92    |        |
| 25 janvier        | Gloria Romero              | Actrice américano-philippine. | 91    | (en)   |
| 25 janvier        | Faruk Şen                  | Économiste turc. | 76    | (tr)   |
| 24 janvier        | Lakhdar Bouyahi            | Footballeur international algérien. | 79    |        |
| 24 janvier        | Marcel Cerdan Jr           | Boxeur et acteur français. | 81    |        |
| 24 janvier        | Iris Cummings              | Aviatrice et nageuse américaine. | 104   | (en)   |
| 24 janvier        | Dimitrios Domazos          | Footballeur international grec. | 83    | (el)   |
| 24 janvier        | Sara Piffer                | Coureuse cycliste italienne. | 19    | (it)   |
| 24 janvier        | Moisés Espírito Santo      | Ethnologue, sociologue, professeur de sociologie et spécialiste en études de toponymie portugais.                                        | 90    | (pt)   |
| 24 janvier        | Georges Liébert            | Éditeur, directeur de collection et producteur de radio français.                                                                        | 81    |        |
| 24 janvier        | Gianfranco Manfredi        | Auteur-compositeur-interprète, romancier et scénariste de bande dessinée italien.                                                        | 76    | (it)   |
| 24 janvier        | Jaune Quick-to-See Smith   | Artiste visuelle et conservatrice de musée américaine.                                                                                   | 85    | (en)   |
| 24 janvier        | Unk                        | Rappeur et disc jockey américain. | 42    | (en)   |
| 24 janvier        | Edward Wauters             | Footballeur international belge. | 91    | (nl)   |
| 23 janvier        | Henri-Frédéric Blanc       | Poète, romancier et dramaturge français.                                                                                                 | 70    |        |
| 23 janvier        | Monique Chabot             | Actrice canadienne. | 89    |        |
| 23 janvier        | Madior Diouf               | Homme politique sénégalais. | 85/86 |        |
| 23 janvier        | Maaike Jansen              | Comédienne française. | 83    |        |
| 23 janvier        | Esther Jansma              | Géologue et poétesse néerlandaise. | 66    | (nl)   |
| 23 janvier        | John Morgan                | Skipper américain, champion olympique aux Jeux olympiques d'été de 1952.                                                                 | 94    | (en)   |
| 23 janvier        | Michel Rousseau            | Économiste et homme politique français.                                                                                                  | 83    |        |
| 23 janvier        | Stephan Thernstrom         | Historien et professeur d'université américain.                                                                                          | 90    | (en)   |
| 23 janvier        | Martin Wittek              | Bibliothécaire-bibliographe, codicologue et paléographe belge                                                                            | 95    | (en)   |
| 22 janvier        | Jörg Maria Berg            | Chanteur autrichien. | 94    | (de)   |
| 22 janvier        | David Brookman             | Sidérurgiste et syndicaliste britannique.                                                                                                | 88    | (en)   |
| 22 janvier        | Zoé Chatzidakis            | Mathématicienne française. | 69    | (en)   |
| 22 janvier        | Barry Goldberg             | Auteur-compositeur et claviériste américain.                                                                                             | 82    | (en)   |
| 22 janvier        | Jean-François Kahn         | Journaliste et essayiste français. | 86    |        |
| 22 janvier        | Cornel Oțelea              | Handballeur roumain. | 84    | (ro)   |
| 22 janvier        | Vasco Joaquim Rocha Vieira | Militaire portugais. | 85    | (en)   |
| 22 janvier        | Johan Slager               | Musicien néerlandais. | 78    | (nl)   |
| 22 janvier        | Gabriel Yacoub             | Auteur-compositeur-interprète français.                                                                                                  | 72    |        |
| 21 janvier        | Valérie André              | Médecin militaire française. | 102   |        |
| 21 janvier        | Jo Baer                    | Artiste américaine. | 95    | (en)   |
| 21 janvier        | Håkon Bleken               | Peintre et illustrateur norvégien. | 96    | (no)   |
| 21 janvier        | Mauricio Funes             | Homme d'État salvadorien. | 65    | (en)   |
| 21 janvier        | Garth Hudson               | Musicien canadien. | 87    | (en)   |
| 21 janvier        | Daniel Paunier             | Historien et archéologue suisse. | 88    |        |
| 21 janvier        | Charlotte Raven            | Journaliste et écrivaine britannique. | 55    | (en)   |
| 21 janvier        | Keiichi Suzuki             | Patineur de vitesse japonais. | 82    | (ja)   |
| 20 janvier        | Mimi Al Sherbini           | Footballeur international égyptien. | 87    | (en)   |
| 20 janvier        | Lynn Ban                   | Créatrice de bijoux singapourienne. | 51    | (en)   |
| 20 janvier        | Bertrand Blier             | Réalisateur, scénariste et écrivain français.                                                                                            | 85    |        |
| 20 janvier        | Reiko Hayama               | Architecte japonaise. | 91    |        |
| 20 janvier        | Richard Hipa               | Homme politique niuéen. | 68    | (en)   |
| 20 janvier        | Willard Ikola              | Hockeyeur sur glace américain, médaillé d'argent aux Jeux olympiques d'hiver de 1956.                                                    | 92    | (en)   |
| 20 janvier        | Fred Newhouse              | Athlète de sprint américain, champion et médaillé d'argent aux Jeux olympiques d'été de 1976.                                            | 76    | (en)   |
| 20 janvier        | Ginny Ruffner              | Artiste verrière américaine. | 72    | (en)   |
| 20 janvier        | Alain Sikorski             | Auteur de bande dessinée belge. | 65    |        |
| 20 janvier        | John Sykes                 | Guitariste britannique. | 65    |        |
| 19 janvier        | Marcel Bonin               | Joueur canadien de hockey sur glace. | 93    |        |
| 19 janvier        | Jimmy Calderwood           | Footballeur écossais. | 69    | (en)   |
| 19 janvier        | Horst Janson               | Acteur allemand. | 89    | (de)   |
| 19 janvier        | Eva Klein                  | Médecin-chercheuse hongro-suédoise. | 99    | (hu)   |
| 19 janvier        | Tom McVie                  | Joueur puis entraîneur canadien de hockey sur glace.                                                                                     | 89    | (en)   |
| 19 janvier        | Pierre Mertens             | Écrivain belge. | 85    |        |
| 19 janvier        | Bavê Teyar                 | Acteur kurde. | 67    | (en)   |
| 19 janvier        | Pierre Sorlin              | Critique de cinéma et historien français.                                                                                                | 91    |        |
| 19 janvier        | Jeff Torborg               | Joueur américain de baseball. | 83    | (en)   |
| 18 janvier        | Bruno Brel                 | Auteur-compositeur-interprète et écrivain belge.                                                                                         | 73    |        |
| 18 janvier        | Jérôme Chevallier          | Coureur cycliste français. | 50    |        |
| 18 janvier        | Don Cupitt                 | Théologien, philosophe britannique. | 90    | (en)   |
| 18 janvier        | Charles A. Doswell III     | Météorologue américain. | 79    | (en)   |
| 18 janvier        | Jacques Fournier           | Prêtre catholique français. | 99    |        |
| 18 janvier        | Michel King                | Peintre français. | 94    |        |
| 18 janvier        | John Lapli                 | Homme d'État, ancien gouverneur général des Îles Salomon.                                                                                | 69    | (en)   |
| 18 janvier        | Ester Larsen               | Femme politique danoise. | 88    | (da)   |
| 18 janvier        | Jan Mycielski              | Mathématicien polono-américain. | 92    | (en)   |
| 18 janvier        | Geoff Nicholson            | Écrivain britannique. | 71    | (en)   |
| 18 janvier        | Ze'ev Revach               | Acteur, réalisateur israélien. | 84    | (he)   |
| 18 janvier        | Claire van Kampen          | Réalisatrice, compositrice et dramaturge britannique.                                                                                    | 71    | (en)   |
| 17 janvier        | Hansjörg Aemisegger        | Coureur cycliste suisse. | 72    | (de)   |
| 17 janvier        | Harry Bild                 | Footballeur international suédois. | 88    | (sv)   |
| 17 janvier        | Étienne                    | Sculpteur français. | 72    |        |
| 17 janvier        | Jules Feiffer              | Auteur de bandes dessinées américain. | 95    | (en)   |
| 17 janvier        | Didier Guillaume           | Homme politique français, ministre d'État de Monaco.                                                                                     | 65    |        |
| 17 janvier        | Herbert Henck              | Pianiste allemand. | 76    |        |
| 17 janvier        | Denis Law                  | Footballeur international écossais, ballon d'or 1964.                                                                                    | 84    | (en)   |
| 17 janvier        | Russell Marshall           | Homme politique et diplomate néo-zélandais.                                                                                              | 88    | (en)   |
| 17 janvier        | François Ponchaud          | Prêtre catholique missionnaire français.                                                                                                 | 85    |        |
| 17 janvier        | Punsalmaagiyn Ochirbat     | Homme d'État mongol. | 82    | (en)   |
| 17 janvier        | Claude Raffy               | Nageur français. | 80    |        |
| 17 janvier        | Pierre Salik               | Homme d'affaires belge. | 94    |        |
| 17 janvier        | Stéphane Venne             | Auteur-compositeur, arrangeur musical et producteur canadien.                                                                            | 83    |        |
| 17 janvier        | Maria Zaitseva             | Volontaire militaire biélorusse. | 24    | (en)   |
| 16 janvier        | Geneviève Callerot         | Résistante, agricultrice, militante et romancière française.                                                                             | 108   |        |
| 16 janvier        | Abdoulaye Diabaté          | Pianiste de jazz sénégalais. | 66    |        |
| 16 janvier        | Jacques Garello            | Économiste français. | 90    |        |
| 16 janvier        | Jacques Guittet            | Escrimeur français, médaillé de bronze aux Jeux olympiques d'été de 1964.                                                                | 95    |        |
| 16 janvier        | David Lynch                | Cinéaste, réalisateur, scénariste, photographe et musicien américain.                                                                    | 78    | (en)   |
| 16 janvier        | Joan Plowright             | Actrice britannique. | 95    | (en)   |
| 16 janvier        | Bob Uecker                 | Acteur et joueur de baseball américain.                                                                                                  | 90    | (en)   |
| 16 janvier        | Masaharu Ueda              | Directeur de la photographie japonais.                                                                                                   | 87    | (ja)   |
| 16 janvier        | Dmitri Volkov              | Nageur russe, médaillé d'argent et de bronze olympique (1988, 1992).                                                                     | 58    | (ru)   |
| 15 janvier        | Harald Euler               | Psychologue évolutionniste allemand. | 81    | (de)   |
| 15 janvier        | Patricia Lyfoung           | Auteure de bande dessinée française. | 47    |        |
| 15 janvier        | Melba Montgomery           | Chanteuse américaine de musique country.                                                                                                 | 86    | (en)   |
| 15 janvier        | Philippe Moreau Defarges   | Politologue français. | 81    |        |
| 15 janvier        | Linda Nolan                | Musicienne irlandaise. | 65    | (en)   |
| 15 janvier        | Turtel Onli                | Auteur de bande dessinée et sculpteur afro-américain.                                                                                    | 72    | (en)   |
| 15 janvier        | Doug Shapiro               | Coureur cycliste américain. | 65    | (en)   |
| 15 janvier        | Rosny Smarth               | Universitaire et homme d'État haïtien.                                                                                                   | 84    |        |
| 15 janvier        | Jeannot Szwarc             | Réalisateur français. | 87    | (en)   |
| 15 janvier        | Gus Williams               | Joueur américain de basket-ball. | 71    | (en)   |
| 14 janvier        | Arthur Blessitt            | Prédicateur chrétien américain. | 84    | (en)   |
| 14 janvier        | Furio Colombo              | Journaliste, écrivain et homme politique italien.                                                                                        | 94    | (en)   |
| 14 janvier        | Judith Cowan               | Auteure et traductrice canadienne. | 81    |        |
| 14 janvier        | Dietrich von Engelhardt    | Historien et philosophe allemand. | 83    | (de)   |
| 14 janvier        | Irmgard Furchner           | Secrétaire et sténographe allemande. | 99    |        |
| 14 janvier        | Jürgen Graf                | Négationniste suisse allemand. | 73    | (de)   |
| 14 janvier        | Marc Hollogne              | Acteur et metteur en scène belge. | 63    |        |
| 14 janvier        | Ladislav Hučko             | Évêque catholique slovaque en Tchéquie.                                                                                                  | 76    | (cs)   |
| 14 janvier        | Charles Kleiber            | Architecte et haut fonctionnaire suisse.                                                                                                 | 82    |        |
| 14 janvier        | Lars Kvant                 | Joueur professionnel de squash suédois.                                                                                                  | 69    |        |
| 14 janvier        | Michel Médinger            | Photographe luxembourgeois. | 83    |        |
| 14 janvier        | Hans Reichelt              | Homme politique allemand. | 99    | (de)   |
| 14 janvier        | Judy Thongori              | Avocate et activiste pour les droits des femmes kényane.                                                                                 | 61    | (en)   |
| 13 janvier        | Paul Benacerraf            | Philosophe américain. | 94    | (en)   |
| 13 janvier        | Tony Book                  | Footballeur britannique. | 90    | (en)   |
| 13 janvier        | Mariama Camara             | Femme politique guinéenne. | 66    |        |
| 13 janvier        | Bernd Cullmann             | Athlète de sprint allemand, champion olympique aux Jeux olympiques d'été de 1960.                                                        | 85    | (de)   |
| 13 janvier        | Quentin Davies             | Homme politique britannique. | 80    | (en)   |
| 13 janvier        | Carol Downer               | Avocate et écrivaine américaine. | 91    | (en)   |
| 13 janvier        | Elgar Howarth              | Chef d'orchestre, compositeur et trompettiste classique anglais.                                                                         | 89    | (en)   |
| 13 janvier        | Peter Kolchin              | Historien américain. | 81    | (en)   |
| 13 janvier        | Henry Rey                  | Homme politique et dirigeant sportif monégasque.                                                                                         | 85    |        |
| 13 janvier        | André Sollie               | Auteur et illustrateur belge. | 77    |        |
| 13 janvier        | Oliviero Toscani           | Photographe italien. | 82    | (it)   |
| 12 janvier        | Peter Brown                | Joueur britannique de rugby à XV. | 83    | (en)   |
| 12 janvier        | Leslie Charleson           | Actrice américaine. | 79    |        |
| 12 janvier        | Claude Jarman Jr.          | Acteur américain. | 90    | (en)   |
| 12 janvier        | Darryl Pearce              | Joueur australien de basket-ball. | 64    | (en)   |
| 12 janvier        | Kim Yaroshevskaya          | Actrice, auteure et scénariste canadienne (québécoise).                                                                                  | 101   |        |
| 11 janvier        | Piet Bester                | Joueur de rugby à XV sud-africain. | 63    | (en)   |
| 11 janvier        | Jean-Michel Billaut        | Analyste français. | 79    |        |
| 11 janvier        | James Carlos Blake         | Écrivain américain. | 81    | (en)   |
| 11 janvier        | James McEachin             | Acteur américain. | 94    | (en)   |
| 11 janvier        | Donald Pelmear             | Acteur britannique. | 100   | (en)   |
| 11 janvier        | Dominique Robert           | Femme politique française. | 72    |        |
| 11 janvier        | Tiny Ruys                  | Footballeur et entraîneur de football néerlandais.                                                                                       | 67    | (nl)   |
| 11 janvier        | Rolf Schweiger             | Avocat et homme politique suisse. | 80    | (en)   |
| 10 janvier        | Jacques Azibert            | Joueur de rugby à XIII français. | 79    |        |
| 10 janvier        | Christopher Benjamin       | Acteur britannique. | 90    | (en)   |
| 10 janvier        | Ievguenia Dobrovolskaïa    | Actrice russe. | 60    | (ru)   |
| 10 janvier        | Thelma Hopkins             | Athlète britannique, spécialiste du saut en hauteur, médaillée d'argent aux Jeux olympiques d'été de 1956.                               | 88    | (en)   |
| 10 janvier        | Stanislav Krassovitski     | Poète et traducteur russe. | 89    | (ru)   |
| 10 janvier        | Charles Lepani             | Diplomate papou-néo-guinéen. | 77    | (en)   |
| 10 janvier        | Sam Moore                  | Chanteur américain de soul. | 89    | (en)   |
| 10 janvier        | Jean-Luc Petitrenaud       | Chroniqueur gastronomique français. | 74    |        |
| 10 janvier        | Jacques Poilleux           | Médecin, chirurgien et écrivain français.                                                                                                | 87    |        |
| 10 janvier        | Michel Schetter            | Auteur de bande dessinée et peintre belge.                                                                                               | 76    |        |
| 10 janvier        | Reto Stiffler              | Homme d'affaires suisse. | 84    |        |
| 9 janvier         | Black Bart                 | Lutteur professionnel américain. | 76    | (en)   |
| 9 janvier         | Marius Ciugarin            | Footballeur roumain. | 75    | (ro)   |
| 9 janvier         | Phyllis Dalton             | Costumière anglaise. | 99    | (en)   |
| 9 janvier         | Roger Lebranchu            | Rameur français. | 102   |        |
| 9 janvier         | Marc Michetz               | Auteur de bande dessinée réaliste belge.                                                                                                 | 73    |        |
| 9 janvier         | Bernard Mourad             | Banquier d'affaires, dirigeant d'entreprises, investisseur et entrepreneur, écrivain, producteur franco-libanais.                        | 50    |        |
| 9 janvier         | Manuel Elkin Patarroyo     | Pathologiste colombien. | 77    | (es)   |
| 9 janvier         | Otto Schenk                | Comédien, cabarettiste et metteur en scène autrichien.                                                                                   | 94    | (de)   |
| 9 janvier         | Shulamith Shahar           | Historienne et médiéviste israélienne.                                                                                                   | 96    | (he)   |
| 8 janvier         | Gabriel de Broglie         | Historien français, membre de l'Académie française et de l'Académie des sciences morales et politiques.                                  | 93    |        |
| 8 janvier         | Françoise Choay            | Historienne française. | 99    |        |
| 8 janvier         | Fabio Cudicini             | Footballeur italien. | 89    | (it)   |
| 8 janvier         | Kjell-Olof Feldt           | Homme politique suédois. | 93    | (sv)   |
| 8 janvier         | Adalberto Giovannini       | Historien suisse. | 84    |        |
| 8 janvier         | Knud Heinesen              | Homme politique danois. | 92    | (da)   |
| 8 janvier         | Selim İleri                | Écrivain, scénariste et critique turc.                                                                                                   | 75    |        |
| 7 janvier         | Marcel Barouh              | Pongiste français. | 90    |        |
| 7 janvier         | Carolyn Brown              | Danseuse, chorégraphe et pédagogue américaine.                                                                                           | 97    | (en)   |
| 7 janvier         | Lucien Cariat              | Homme politique belge. | 85    |        |
| 7 janvier         | Barbara Clegg              | Actrice et scénariste britannique. | 98    | (en)   |
| 7 janvier         | Gilles Dreu                | Chanteur français. | 90    |        |
| 7 janvier         | Alan Emrich                | Journaliste américain de jeu vidéo. | 65    | (en)   |
| 7 janvier         | Ayla Erduran               | Violoniste classique turque. | 90    | (en)   |
| 7 janvier         | Lim Kimya                  | Homme politique franco-cambodgien. | 74    |        |
| 7 janvier         | Jean-Marie Le Pen          | Homme politique français. | 96    |        |
| 7 janvier         | Mirosława Marcheluk        | Actrice polonaise. | 85    | (pl)   |
| 7 janvier         | Walter Martos              | Militaire et homme politique péruvien.                                                                                                   | 67    | (es)   |
| 7 janvier         | Brian Matusz               | Joueur de baseball américain. | 37    |        |
| 7 janvier         | Abdelkader Ould Makhloufi  | Boxeur algérien. | 80    |        |
| 7 janvier         | Petya Pendareva            | Athlète bulgare pratiquant le sprint. | 53    | (bg)   |
| 6 janvier         | António Couto dos Santos   | Homme politique portugais. | 75    | (pt)   |
| 6 janvier         | Thomas Dunne               | Lord-lieutenant britannique. | 91    | (en)   |
| 6 janvier         | Raymond Durand             | Homme politique français. | 79    |        |
| 6 janvier         | Henny Eman                 | Homme d'État arubain. | 76    | (en)   |
| 6 janvier         | Dwight Foster              | Hockeyeur sur glace canadien. | 67    | (en)   |
| 6 janvier         | Stélla Gréka               | Chanteuse et actrice grecque. | 102   | (el)   |
| 6 janvier         | Aristide Gunnella          | Homme politique italien. | 93    | (it)   |
| 6 janvier         | Dušan Maravić              | Footballeur franco-serbe, champion aux Jeux olympiques d'été de 1960.                                                                    | 85    | (it)   |
| 6 janvier         | Robert Paul Wolff          | Philosophe politique américain. | 91    | (en)   |
| 5 janvier         | Benoît Allemane            | Acteur français. | 82    |        |
| 5 janvier         | Joseph Bendounga           | Homme politique centrafricain. | 70    |        |
| 5 janvier         | Tonia Cariffa              | Artiste peintre, graveuse et écrivaine française.                                                                                        | 100   |        |
| 5 janvier         | Anne-Marie Comparini       | Femme politique française. | 77    |        |
| 5 janvier         | Feson I                    | Romancier japonais. | 89    | (ja)   |
| 5 janvier         | Robert Hübner              | Joueur d'échecs, papyrologue et écrivain allemand.                                                                                       | 76    | (de)   |
| 5 janvier         | Allister MacNeil           | Hockeyeur sur glace puis entraîneur professionnel canadien.                                                                              | 89    |        |
| 5 janvier         | Sèmèvo Orisha Oké          | Chanteur béninois. | 48    |        |
| 5 janvier         | Konstantínos Simítis       | Économiste, homme d'État grec. | 88    |        |
| 5 janvier         | Juan Manuel Villa          | Footballeur international espagnol. | 86    | (es)   |
| 5 janvier         | The Vivienne               | Drag queen britannique. | 32    | (en)   |
| 5 janvier         | Claude Allègre             | Géochimiste, climato-dénialiste et homme politique français.                                                                             | 87    |        |
| 4 janvier         | Claude Carrier             | Égyptologue français. | 88    |        |
| 4 janvier         | José Claer                 | Romancier et poète canadien. | 61    |        |
| 4 janvier         | Richard Foreman            | Dramaturge américain. | 87    |        |
| 4 janvier         | Mohsen Habacha             | Footballeur puis entraîneur tunisien. | 82    |        |
| 4 janvier         | Raphaël Larrère            | Ingénieur agronome et chercheur français.                                                                                                | 82    |        |
| 4 janvier         | Eleanor Maguire            | Neuroscientifique irlandaise. | 54    | (en)   |
| 4 janvier         | Arrigo Padovan             | Coureur cycliste italien. | 97    |        |
| 4 janvier         | Julien Poulin              | Acteur, réalisateur, scénariste, monteur, compositeur et producteur canadien.                                                            | 78    |        |
| 4 janvier         | Jenny Randerson            | Femme politique britannique. | 76    | (en)   |
| 3 janvier         | Jeff Baena                 | Scénariste et réalisateur américain. | 47    | (en)   |
| 3 janvier         | Emmanuel Bonde             | Homme d'État camerounais. | 77    |        |
| 3 janvier         | Bertrand Bouvier           | Néohelléniste et professeur d'université suisse.                                                                                         | 95    |        |
| 3 janvier         | José Brouwers              | Acteur, metteur en scène et dramaturge belge.                                                                                            | 93    |        |
| 3 janvier         | Gualtiero Busato           | Sculpteur franco-italien. | 83    |        |
| 3 janvier         | Howard Buten               | Écrivain et psychologue américain. | 74    |        |
| 3 janvier         | La Chunga                  | Artiste espagnole. | 87    | (es)   |
| 3 janvier         | Ernesto Gianella           | Footballeur franco-argentin. | 83    |        |
| 3 janvier         | Hiroshi Hara               | Architecte et théoricien japonais. | 88    | (en)   |
| 3 janvier         | Willem van Kooten          | Homme d'affaires et DJ de radio néerlandais.                                                                                             | 83    | (nl)   |
| 3 janvier         | Harvey S. Laidman          | Réalisateur et producteur de cinéma américain.                                                                                           | 82    | (en)   |
| 3 janvier         | Andrew Pyper               | Écrivain canadien. | 56    | (en)   |
| 3 janvier         | Gilbert Van Binst          | Footballeur international belge. | 73    |        |
| 2 janvier         | Jytte Abildstrøm           | Actrice et chanteuse danoise. | 90    | (da)   |
| 2 janvier         | Francesc Antich            | Homme politique espagnol, président des îles Baléares entre 1999 et 2003 et entre 2007 et 2011.                                          | 66    | (es)   |
| 2 janvier         | Brian Berry                | Géographe anglo-américain. | 90    | (en)   |
| 2 janvier         | Gay Caswell                | Femme politique canadienne. | 76    | (en)   |
| 2 janvier         | Bernie Constantin          | Musicien et animateur de radio suisse.                                                                                                   | 77    |        |
| 2 janvier         | Tidiane Diakité            | Historien, essayiste français d'origine Malienne.                                                                                        | 81    |        |
| 2 janvier         | Ágnes Keleti               | Gymnaste hongroise, quintuple championne et multiple médaillée olympique en 1952 et 1956.                                                | 103   | (hu)   |
| 2 janvier         | Werner Leimgruber          | Footballeur international suisse. | 90    |        |
| 2 janvier         | Ralph Mann                 | Athlète américain, spécialiste du 400 mètres haies, médaillé d'argent aux Jeux olympiques d'été de 1972.                                 | 75    | (en)   |
| 2 janvier         | Rosita Missoni             | Styliste italienne. | 93    |        |
| 2 janvier         | Cristóbal Ortega           | Footballeur international mexicain. | 68    | (en)   |
| 2 janvier         | Noreen Riols               | Romancière et conférencière britannique.                                                                                                 | 98    |        |
| 2 janvier         | Ferdi Tayfur               | Chanteur, auteur-compositeur-interprète, poète, musicien, producteur, acteur et écrivain turc.                                           | 79    | (tr)   |
| 2 janvier         | John Wijngaards            | Auteur et théologien catholique indonésien.                                                                                              | 89    | (en)   |
| 2 janvier         | Ján Zachara                | Boxeur tchécoslovaque puis slovaque, champion aux Jeux olympiques d'été de 1952.                                                         | 96    | (sk)   |
| 1er janvier       | Jean Céard                 | Universitaire français spécialiste de la Renaissance.                                                                                    | 88    |        |
| 1er janvier       | Leo Dan                    | Compositeur et chanteur argentin. | 82    | (es)   |
| 1er janvier       | Jean-Michel Defaye         | Compositeur, arrangeur et chef d'orchestre français.                                                                                     | 92    |        |
| 1er janvier       | Jean-Louis Lalanne         | Footballeur français. | 70    |        |
| 1er janvier       | David Lodge                | Écrivain britannique. | 89    |        |
| 1er janvier       | Gilbert Normand            | Médecin et homme politique canadien. | 81    |        |
| 1er janvier       | Sally Oppenheim-Barnes     | Femme politique britannique. | 96    | (en)   |
| 1er janvier       | Nora Orlandi               | Compositrice italienne. | 91    | (it)   |
| 1er janvier       | Wayne Osmond               | Chanteur du groupe The Osmonds. | 73    |        |
| 1er janvier       | Vittorio Pomilio           | Basketteur italien. | 91    | (it)   |
| 1er janvier       | Igor Poznič                | Footballeur international slovène. | 57    | (sl)   |
| 1er janvier       | Louis Schittly             | Médecin français. | 86    |        |
| Date indéterminée | Ian Vermaak                | Joueur de tennis sud-africain. | 86    | (en)   |